# Evelyn Hamann
Pour les articles homonymes, voir Hamann.
Evelyn Hamann (née le 6 août 1942 à Hambourg, Allemagne et morte le 28 octobre 2007 à Hambourg, Allemagne), est une actrice allemande.

## Biographie
Evelyn Hamann est issue d'une famille de musiciens. Son père était violoniste, tandis que sa mère travaillait comme chanteuse et enseignante de musique. Son frère était professeur de violoncelle dans une école de musique à Trossingen.

### Carrière
Après avoir effectué des études supérieures en musique, elle se lance dans sa carrière d'actrice. Elle accepte plusieurs rôles mineurs au Thalia Theater à Hambourg. À partir de 1968, des engagements la conduit à Göttingen, Heidelberg et au théâtre de Brême jusqu'en 1979. Dans ce dernier-ci, elle joue entre autres le rôle de la Martha Schwerdtlein dans le Urfaust par Goethe. De surcroît, elle s'adonne également à la production de Dark Star.
Sa carrière est couronnée de succès quand elle est découverte en 1976 par le scénariste Vicco von Bülow, plus connu sous le nom de Loriot. Grâce aux rôles qu'elle joue dans les sketches télévisés et inventés par ce dernier, elle parvient finalement à devenir célèbre.
Dans les années 1980, elle embraye sa notoriété en jouant dans des séries telles que La Clinique de la Forêt-Noire ou Der Landarzt, une série hebdomadaire diffusée à partir de 1986.
En 1988 et 1991, elle entreprend les rôles féminins principaux dans les films Ödipussi (de) et Attention, Papa arrive ! (de).
À partir de 1992, elle s'adonne au rôle de la secrétaire espiègle et fouineuse Adelheid Möbius dans la série Adelheid und ihre Mörder (Adelheid et ses assassins), en collaboration avec entre autres Heinz Baumann.

### Lectures
Evelyn Hamann a également été active comme lectrice de romans tels que les romans policiers écrits par Patricia Highsmith.

### Vie privée et décès
Elle meurt le 28 octobre 2007, après avoir été malade pour une brève période.

## Récompenses et distinctions
- 1977 : Goldene Kamera (meilleur rôle secondaire chez Loriot)
- 1987 : Goldene Kamera (3e place de 'meilleure comédie' chez Evelyn und die Männer)
- 1993 :  Croix d'officier de l'ordre du Mérite
- 1997 : RTL Goldener Löwe (Telestar), meilleure actrice dans une série, chez Adelheid und ihre Mörder
- 1997 : Bayerischer Fernsehpreis
- 1997 : Goldene Kamera
- 1998 : commissaire honorée de la police bavaroise
- 2000 : Deutscher Videopreis (ensemble avec Loriot)
- 2002 : Münchhausen-Preis